# 5105 Westerhout
5105 Westerhout este un asteroid din centura principală de asteroizi.

## Descriere
5105 Westerhout este un asteroid din centura principală de asteroizi. A fost descoperit pe 4 octombrie 1986 la Stația Anderson Mesa de Edward L. G. Bowell. Asteroidul prezintă o orbită caracterizată de o semiaxă mare de 2,60 ua, o excentricitate de 0,16 și o înclinație de 11,7° în raport cu ecliptica.